# Hamster
Cricetinae
Pour les articles homonymes, voir Hamster (homonymie).
Sous-famille
Les hamsters (Cricetinae) sont de petits rongeurs de la famille des Cricetidae qui forment la sous-famille des Cricetinae. Il en existe plusieurs espèces, réparties dans différents genres.
Quelques espèces sont élevées en captivité comme animal de compagnie, pour l'expérimentation animale ou pour leur fourrure. Le premier fut le hamster doré qui a donné par la suite de multiples variétés colorées et, plus tard, des espèces naines comme le hamster de Roborovski, le hamster de Chine, le hamster russe, le hamster de Campbell ou, plus souvent, un hamster hybride de ces deux derniers.
On ne doit pas les confondre avec les hamsters-taupes qui appartiennent à la sous-famille des Myospalacinae, ni avec le Hamster d'Imhause, ou Rat à crête, qui appartient quant à lui à la sous-famille des Lophiomyinae.

## Étymologie
Le terme « hamster » est un emprunt à l'allemand Hamster, en vieux haut-allemand hamustro (le verbe allemand hamstern « faire des réserves », est dérivé du nom et non l'inverse). Le nom allemand est lui-même emprunté au slave, cf. slavon russe khoměstorǔ. Le russe khomiak (« hamster »), ancien khoměkǔ, semble être une forme abrégée de khoměstorǔ. On a proposé d'expliquer le slave khoměstorǔ comme un emprunt à l'avestique hamaēstar (« ennemi qui jette à terre ») (pour le sens, comparer chor yrlak « hamster », yr- « être ennemi de » ; en effet, le hamster plie les tiges des céréales pour en manger les grains). Le lituanien staras « spermophile (lt) » est inséparable du mot slave, mais la relation est incertaine (il pourrait en être une autre forme courte, ou alors contredire l'étymologie iranienne).

## Nomenclature et systématique
Auparavant le contenu de la famille des Cricetidae était placé avec d'autres sous la famille des Muridés (Muridae), mais les études récentes tendent à distinguer six familles, dont Cricetidae, au sein d'une super-famille de Rongeurs, les Muroidea.
Certaines bases comme ITIS continuent toutefois à diviser les Muridés seulement en sous-familles.

### Liste de genres
Cette sous-famille se répartit en 7 genres selon les classifications classiques :
Selon ITIS (31 oct. 2010), Animal Diversity Web (14 mai 2011) et Mammal Species of the World (version 3, 2005)  (14 mai 2011) :
- genre Allocricetulus Argyropulo, 1933 - 2 espèces
- genre Cansumys Allen, 1928 - 1 espèce
- genre Cricetulus Milne-Edwards, 1867 - 7 espèces, dont le hamster de Chine
- genre Cricetus Leske, 1779 - 1 espèce, le hamster d'Europe
- genre Mesocricetus Nehring, 1898 - 4 espèces, dont le hamster doré
- genre Phodopus Miller, 1910 - 3 espèces, hamster de Campbell, hamster de Roborovski et hamster russe
- genre Tscherskia Ognev, 1914 - 1 espèce.

Le classement des genres Allocricetulus et  Tscherskia n'est pas encore définitif.
Autrefois, avant les recherches phylogénétiques, on classait aussi par erreur dans cette sous-famille les genres sigmodontinae (Miller and Gidley 1918), nesomyinae (Miller and Gidley 1918, Ellerman 1941), calomyscidae (Ellerman 1941), mystromyinae (Vorontsov 1966), et myospalacinea (Michaux et al. 2001).

## Caractéristiques communes
Chaque espèce de hamster a des caractéristiques particulières. Elles présentent chacune des différences physiques, de taille, de comportement, d'habitat naturel, etc. Voir les articles détaillés pour en savoir plus.

### Morphologie
Les cricétidés sont différenciés physiquement par une queue très épaisse et courte (moins de 45 % de la longueur du corps), un corps compact, des pattes courtes et larges, des oreilles petites et velues, un estomac comportant deux compartiments, des particularités dentaires avec une formule dentaire 1/1, 0/0, 0/0, 3/3 = 16, des spécificités génétiques, etc. Leur taille est très variable selon les espèces avec un corps de 5 à 34 cm et une queue de 0,7 à 10,6 cm.

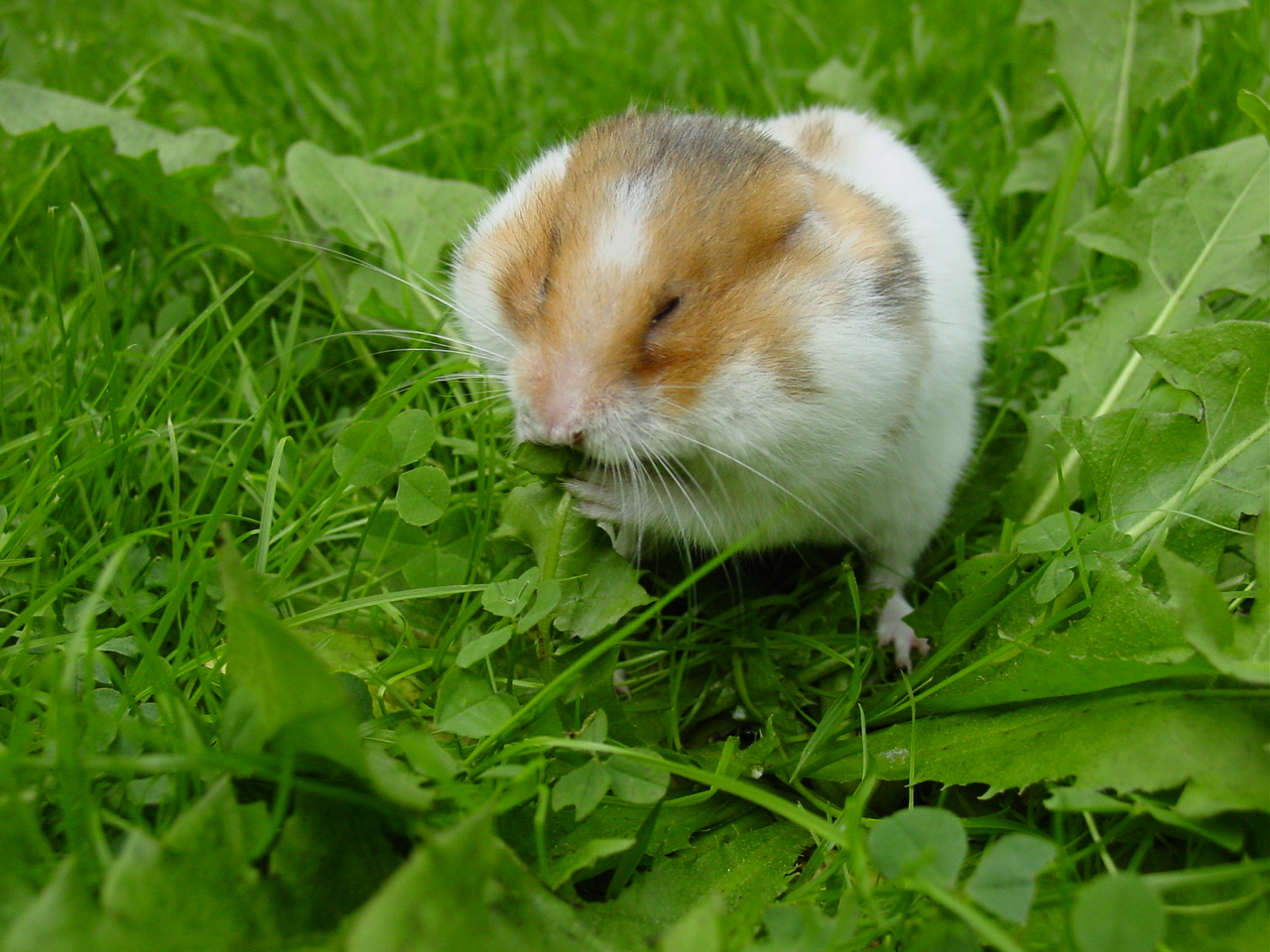
Hamster doré emplissant ses abajoues de nourriture.

Les hamsters ont surtout la particularité de posséder des poches extensibles  à l'intérieur des joues, appelées abajoues. Ces poches servent essentiellement à transporter la nourriture. Certaines espèces sont connues pour cacher leurs petits dans leurs abajoues quand elles ont peur d'un danger, afin de les transporter ailleurs. Quelques espèces de hamsters peuvent aussi nager parfaitement en remplissant ces poches avec de l'air pour mieux flotter.

### Distribution
Ils occupent une distribution géographique naturelle en Afrique du Nord[Information douteuse]'
 (juillet 2025).
, dans certaines parties d'Europe, au Moyen-Orient, à l'est de la Sibérie jusqu'en Chine.

Tous les hamsters ont en commun de vivre dans la nature dans des zones terrestres dégagées et sur des terrains secs : déserts, steppes, champs, zones rocheuses, etc.
.

### Alimentation
Les cricétidés sont avant tout des granivores, mais ils varient volontiers leur alimentation par des compléments végétaux comme des fruits, légumes, tiges, feuilles ou racines. Certaines espèces sont cependant omnivores et dévorent des insectes ou de petits vertébrés, par exemple des grenouilles. Ils remplissent alors leurs abajoues pour rapporter la nourriture dans leur terrier. On a découvert des terriers contenant près de 90 kg de réserves alimentaires.
Les femelles pratiquent occasionnellement le cannibalisme en dévorant les petits trop faibles à la naissance. À moins qu'elle n'ait été effrayée durant la mise-bas, cela permet dans une situation ordinaire de redonner des forces à la mère tout en privilégiant l'allaitement des rejetons les plus robustes.
Les hamsters ne connaissent pas de véritable hibernation, mais plutôt de longs moments de torpeur pouvant durer plusieurs semaines en hiver.

### Reproduction

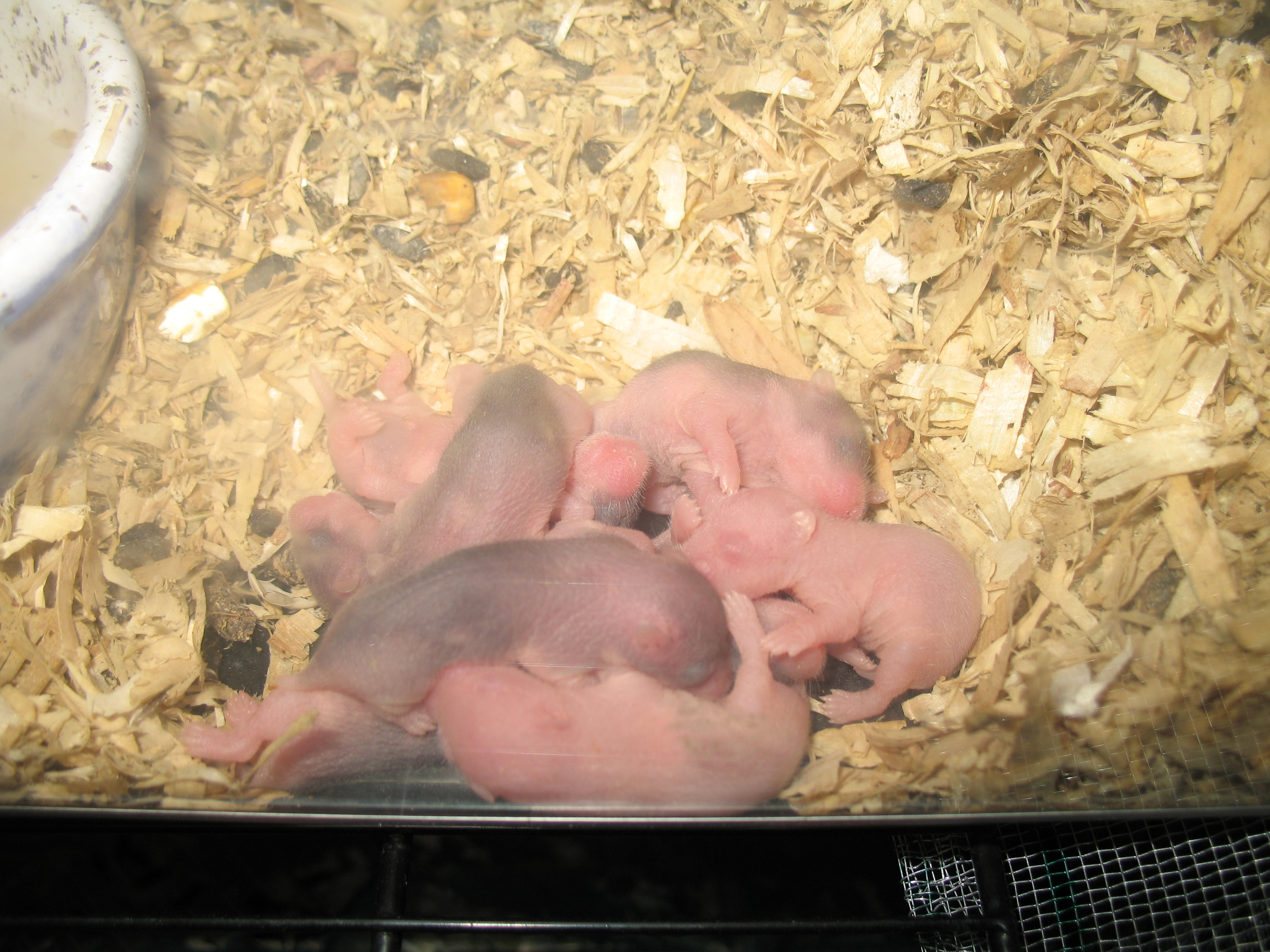
Une portée de hamsters domestiques.

Les hamsters sont polygames, c'est-à-dire que les mâles et les femelles n'ont pas de partenaire précis. À la saison des amours les mâles hamsters vont d'un terrier à l'autre à la recherche de femelles réceptives. Un opercule empêche la fécondation des œufs par les mâles suivants et la femelle chasse alors le plus souvent les prétendants de son territoire. La saison de reproduction se situe entre février et novembre. Les femelles auront deux à trois portées par an après une courte gestation de 15 à 22 jours. Le nombre de petits par portée est très variable, pouvant aller jusqu'à 13, avec une moyenne de 5 à 7 petits. Les petits sont allaités 3 semaines environ et deviennent adultes à 6 ou 8 semaines.
Le record de longévité connu pour un hamster sauvage est de 10 ans, mais la plupart des hamsters, sauvages ou en captivité, ne dépassent pas 2 ou 3 ans. Dans la nature leurs principaux ennemis sont les prédateurs : rapaces, serpents, mammifères carnivores et même des hérons ou des corbeaux qui capturent les plus jeunes. Ils craignent également les hivers trop froids, les maladies et les machines agricoles qui détruisent leur terrier.
Ils creusent en effet des terriers complexes à entrées multiples, avec tout un jeu de chambres, de greniers et de latrines reliés par un réseau de tunnels qui peuvent plonger à plus de 2 m sous la surface du sol en hiver. Le terrier s'agrandit au cours de la vie de l'animal. Ce n'est pas un animal grégaire, il y vit seul et en sortira généralement au crépuscule ou à la nuit tombée, bien que certaines espèces soient également diurnes.

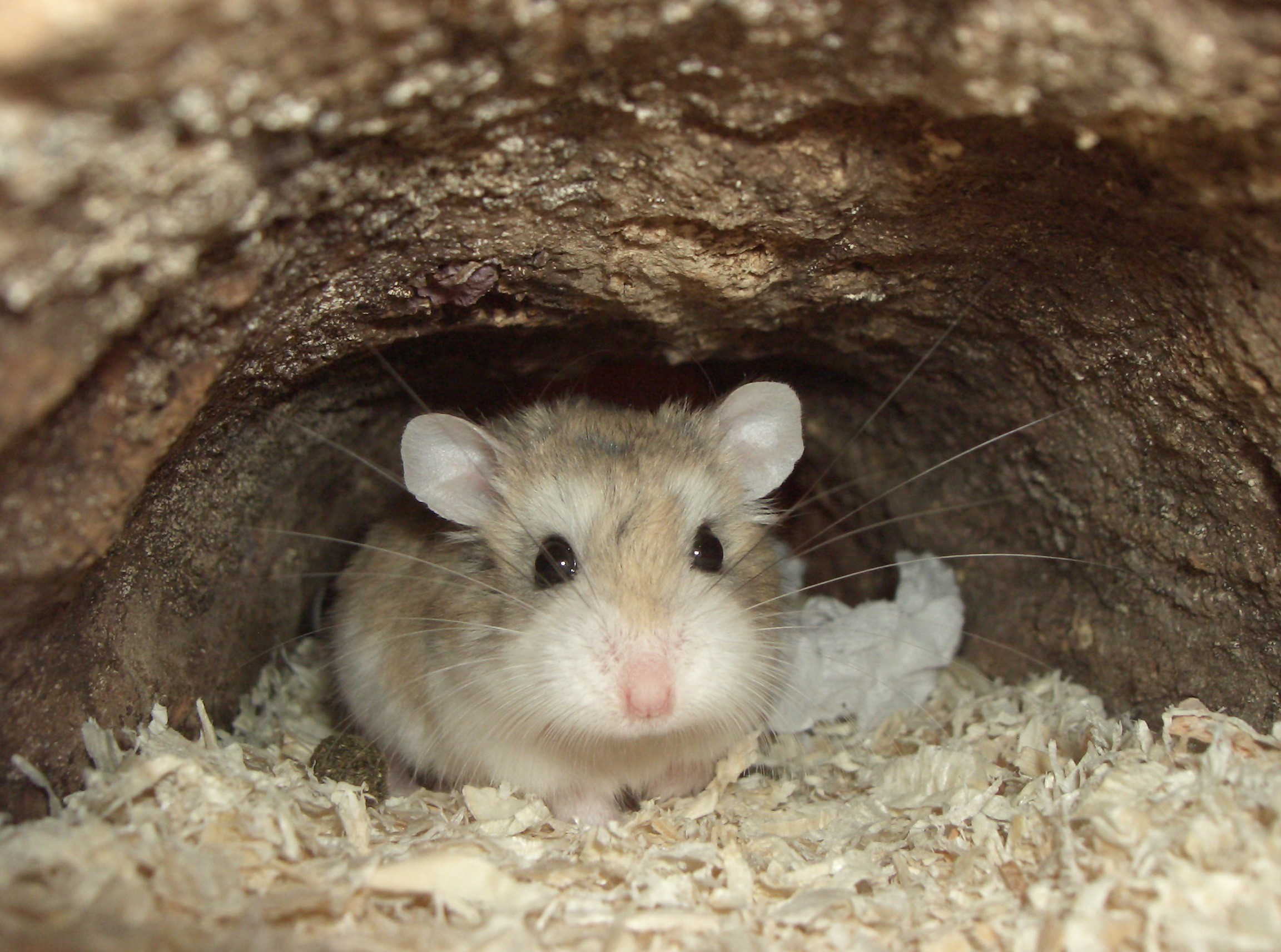
Hamster de Roborovski à l'entrée de son nid.

Certaines espèces sont particulièrement agressives vis-à-vis de leurs congénères, et des règles hiérarchiques strictes règlent ces rencontres. Les femelles sont souvent dominantes. Les cricétinés se défendent âprement avec leurs incisives quand ils sont attaqués. Ils attaquent aussi quand ils se font capturer malgré leur fourrure propice au camouflage. Celle-ci est généralement dans des tons gris, noir, brun et roux, avec souvent des flancs plus clairs ou une rayure dorsale.
Les hamsters bénéficient d'une bonne vue pour trouver leurs proies, mais leur ouïe et leur odorat sont également bien développés. Pour communiquer entre eux les mâles surtout utilisent un marquage olfactif du territoire. Plus l'animal est dominant, plus ses glandes sébacées seront développées.

## Rôle écologique

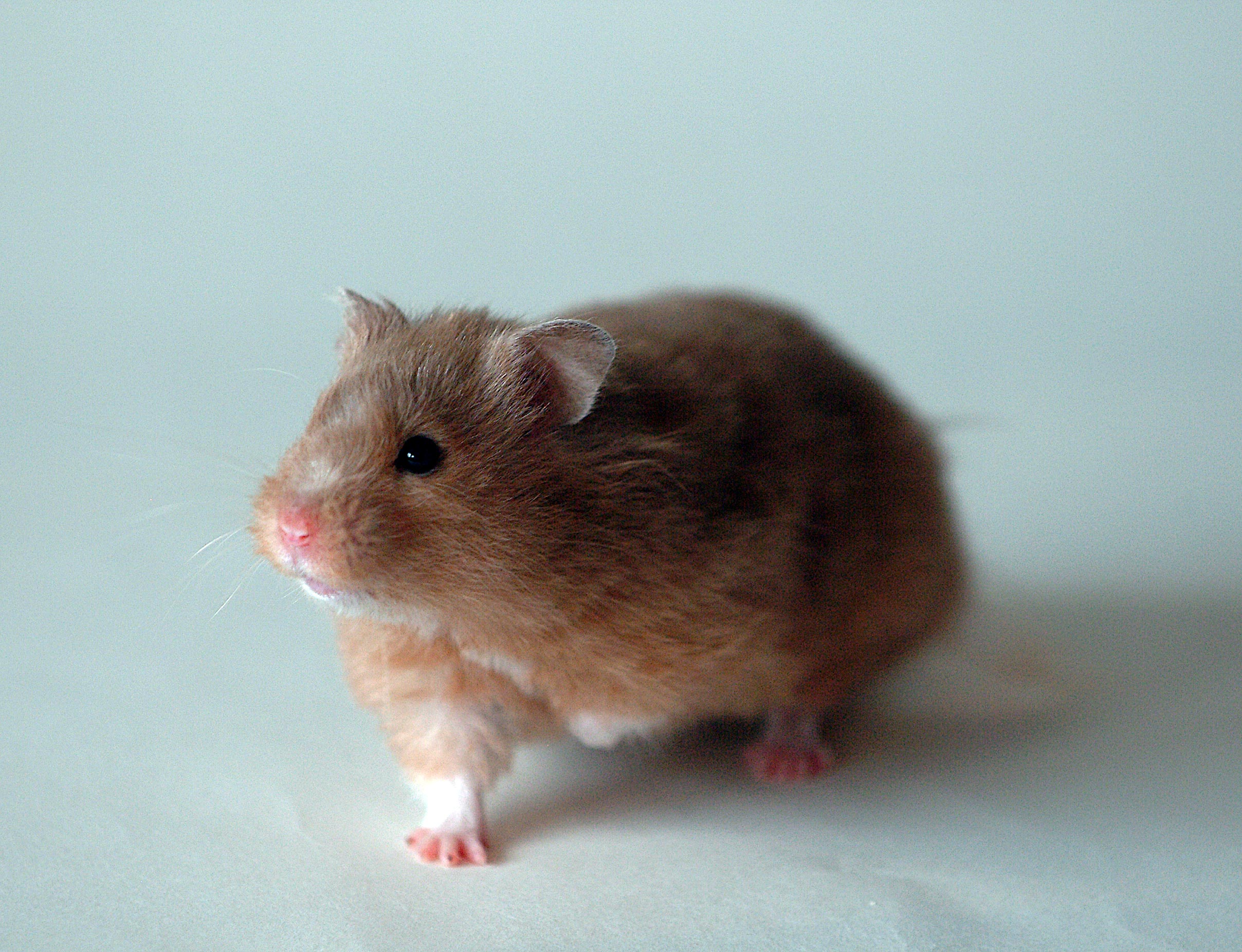
Golden hamster

Les hamsters consomment des plantes et des graines, et ils sont à leur tour une source de nourriture pour de nombreux animaux carnivores.
Leur habitude d'emporter les graines dans leur terrier sous terre joue certainement un rôle dans la dispersion des semences.
Pour les humains les hamsters sont souvent considérés comme nuisibles lorsqu'ils ravagent les cultures de haricots, de maïs ou de lentilles. On les chasse aussi parfois pour leur fourrure. Certaines espèces de hamsters, élevées en captivité, sont appréciées comme animal de compagnie ou utilisées dans les laboratoires pour les recherches comportementales ou physiologiques.
Les Hamsters sont susceptibles au SARS-CoV2 et donc de transmettre la maladie covid19 à l'homme .
Dans les pays où l'équilibre écologique est fragile, par exemple dans l'État du Queensland en Australie, les hamsters sont interdits, même en tant qu'animaux de compagnie afin de préserver la faune et la végétation locale.
Pourchassés et piégés par les agriculteurs, parfois jusqu'à l'éradication totale sur certains territoires, certaines populations de hamsters bénéficient à l'inverse d'un statut de protection juridique. C'est le cas par exemple du hamster d'Europe en Alsace ou du Hamster doré en Syrie.

## Noms vernaculaires et noms scientifiques correspondants

Taille comparative des espèces les plus vendues : Hamster doré, Hamster de Chine, Hamster russe et Hamster de Roborovski.

Note : certaines espèces ont plusieurs noms.
- Cochon des blés - voir Hamster d'Europe[17]
- Cochon de seigle - voir Hamster d'Europe[18]
- Grand hamster - voir Hamster d'Europe[17]
- Hamster de Campbell - Phodopus campbelli
- Hamster de Chine - Cricetulus barabensis (syn. Cricetulus griseus)[17]
- Hamster commun - voir Hamster d'Europe[19],[18],[17]
- Hamster du Daghestan - Mesocricetus raddei[17]
- Hamster de la Dobroudja - voir Hamster de Newton[17]
- Hamster doré - Mesocricetus auratus[19],[18],[17]
- Hamster doré de Roumanie - voir Hamster de Newton[17]
- Hamster de Dzoungarie - voir Hamster russe[19]
- Hamster d'Europe - Cricetus cricetus[20],[19],[18],[17]
- Hamster d'Eversmann - Allocricetulus eversmanni[17]
- Hamster géorgien - voir Hamster turc[17]
- Hamster hybride - obtenu par croisement
- Hamster kazakh - voir Hamster d'Eversmann[17]
- Hamster du Ladakh - Cricetulus alticola[17]
- Hamster à longue queue - Cricetulus longicaudatus[17]
- Hamster migrateur - Cricetulus migratorius[18],[17]
- Hamster de Mongolie - Allocricetulus curtatus[17]
- Hamster nain de Campbell - voir Hamster de Campbell[17]
- Hamster nain de Chine - voir Hamster de Chine[19]
- Hamster nain de Djoungarie - voir Hamster russe[17]
- Hamster nain gris - Cricetulus sp.[17]
- Hamster nain de Roborovski - voir Hamster de Roborovski[17]
- Hamster nain de Sokolov - Cricetulus sokolovi[17]
- Hamster de Newton - Mesocricetus newtoni[17]
- Hamster à queue blanche - Mystromys albicaudatus[19],[17]
- Hamster de Roborovski - Phodopus roborovskii
- Hamster rayé - voir Hamster de Chine[18]
- Hamster de Roumanie ou Hamster roumain - voir Hamster de Newton[17]
- Hamster roux - voir Hamster doré[19]
- Hamster russe - Phodopus sungorus
- Hamster syrien (ou Hamster de Syrie) - voir Hamster doré[21]
- Hamster tibétain - Cricetulus kamensis[17]
- Hamster turc (ou Hamster de Turquie) - Mesocricetus brandti[19],[17]

## Domestication
Seules quelques espèces de hamsters sont élevées en captivité. D'abord animaux de laboratoire ils ont été adoptés par la suite comme animaux de compagnie. Il s’agit du Hamster doré, du Hamster russe, du Hamster de Roborovski, du Hamster de Campbell et du Hamster chinois[réf. souhaitée].
Le Hamster doré est l'espèce la plus répandue dans les élevages, il est aujourd'hui considéré comme domestique au regard de la législation de nombreux pays, notamment en France.
D'autres espèces ont été adaptées, plus récemment, à la captivité. Ces animaux remportent un grand succès dans le commerce grâce à leur petite taille. Plus vifs, ils sont en général plus difficiles à manipuler et apprivoiser. On voit aujourd'hui apparaître, notamment en Europe, des élevages de ces espèces naines qui proposent des animaux avec des standards, couleurs et caractères spécifiques. Les animaux ainsi obtenus se révèlent parfaitement adaptés à la vie en captivité et tout aussi manipulables que les hamsters dorés[réf. souhaitée].
Les éleveurs sont aussi parvenus à créer des hybrides en croisant des hamsters russes avec des hamsters de Campbell, seules espèces capables de se reproduire entre elles et de donner naissance à quelques individus, difficilement viables et fertiles[réf. nécessaire].

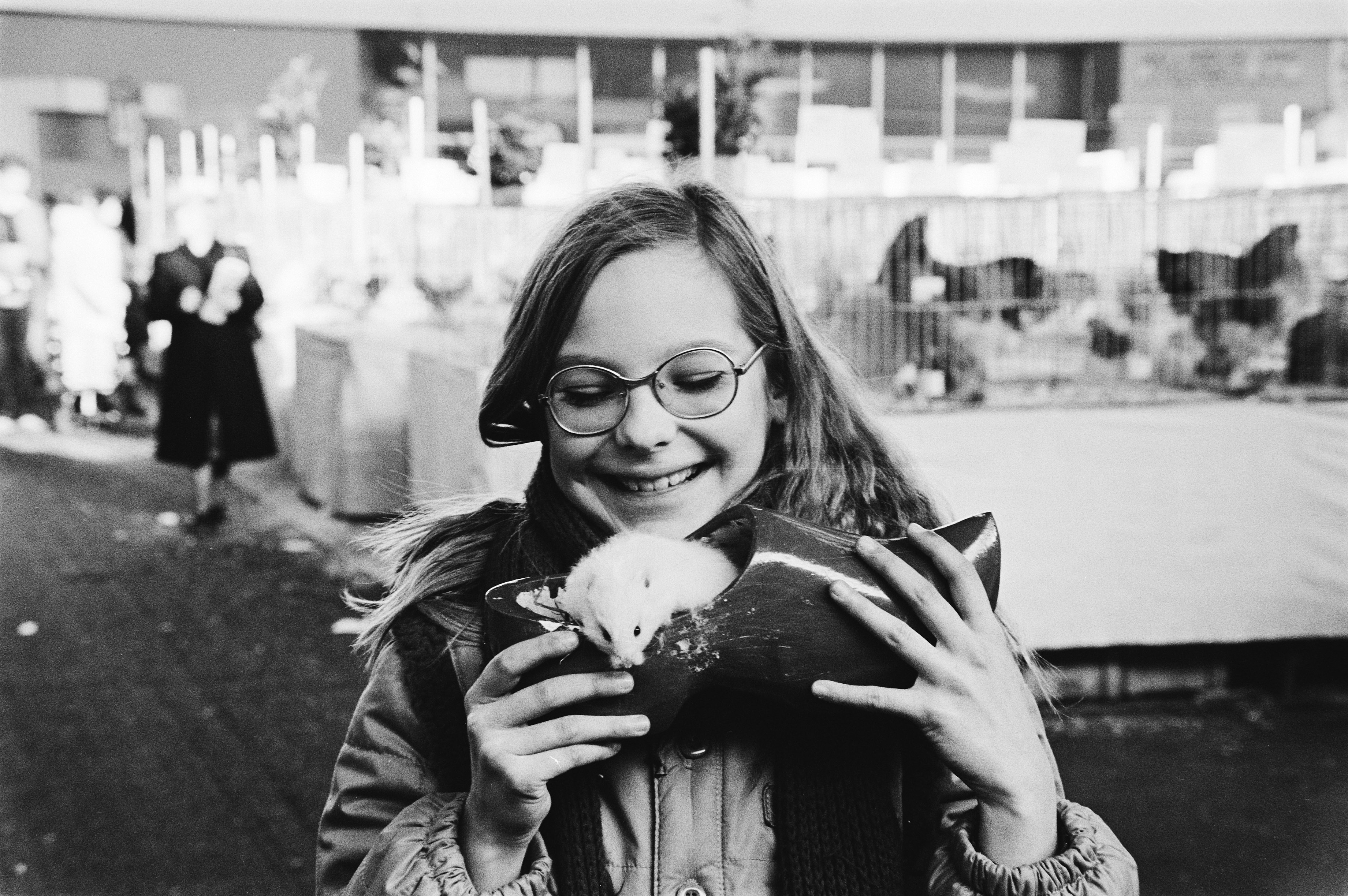
Jeune fille avec un hamster dans un sabot, Amsterdam, 1979, Anefo
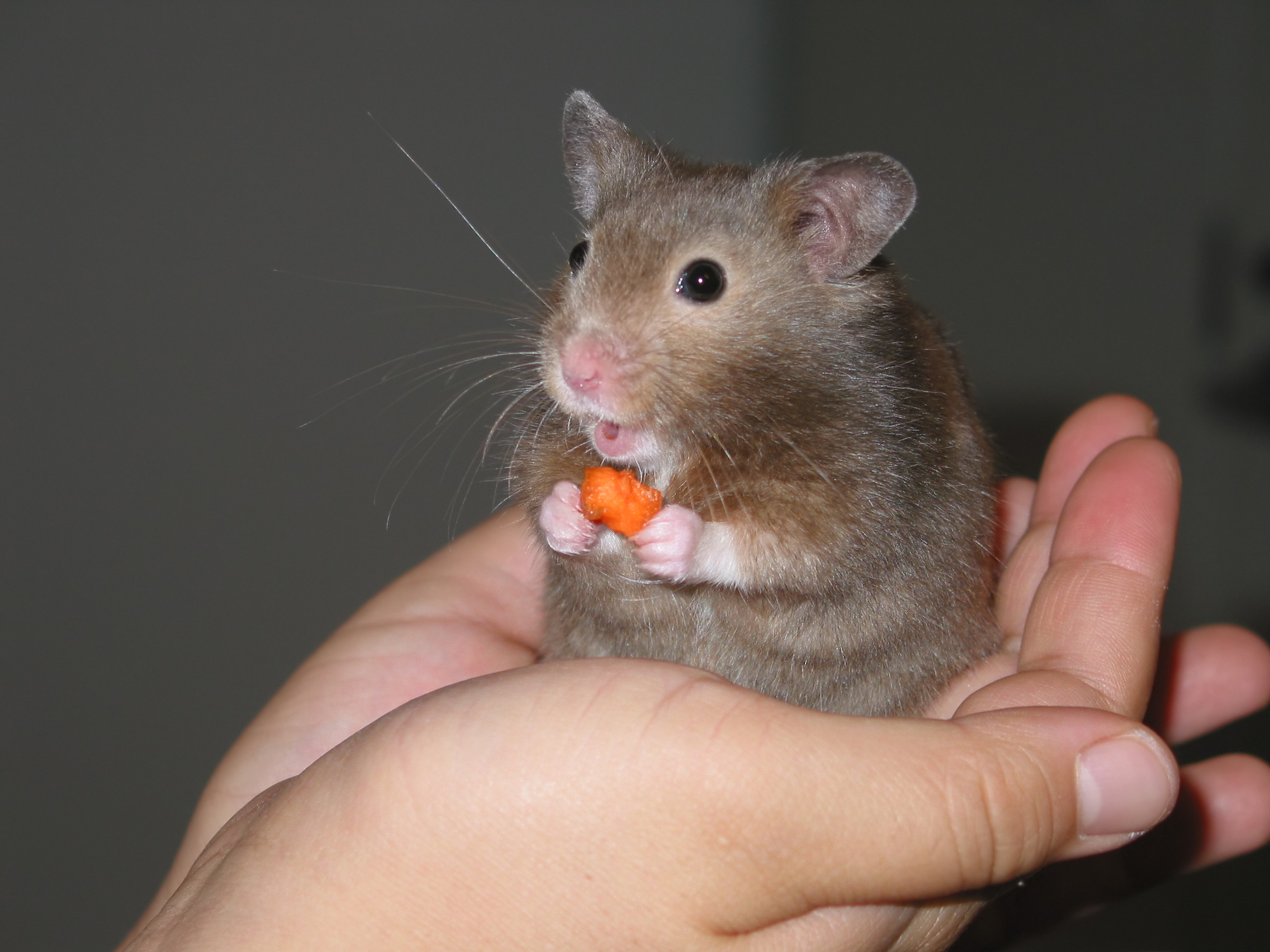
Hamster doré comme animal de compagnie.

### Habitat
En captivité, les hamsters ont des besoins spécifiques qui sont méconnus et donc très rarement appliqués. En France les dimensions minimales des cages sont de 120 cm de longueur × 60 cm (soit 7 000 cm²) pour un hamster. En Allemagne on conseille un minimum de 10 000 cm² pour tous les hamsters (200x50cm de superficie de base). Une étude scientifique de l'université de Berne (Vetsuisse-Fakultät der Universität Bern) montre que le hamster a besoin d'une surface minimale de 1 m² pour ne pas développer des troubles du comportement comme le mordillement des barreaux,.
Dans la nature, le hamster vit dans les galeries qu'il a construites lui-même ou qu’il a trouvées inoccupées. En captivité, il est important que le hamster dispose d'une couche de minimum 30 cm de litière (pas de chanvre ou lin, mais des copeaux de bois de peuplier, de la litière de carton, de la litière de cellulose en pétale, de la litière aspen...), idéalement plus de 50 cm.
Il est également important de disposer d'une roue d'un diamètre adapté. Cependant, la roue ne remplace pas une grande cage diversifiée. Pour le hamster nain, on conseille un diamètre minimum de 28cm, idéalement 30cm et, pour le hamster syrien, un diamètre d'au moins 30cm, idéalement 35 cm. Le hamster doit avoir le dos droit lorsqu'il court à l'intérieur de sa cage : il ne doit pas avoir besoin de relever la tête. La surface de course doit être pleine, les roues à barreaux/trous étant dangereuses pour les hamsters.
Un habitat trop petit peut avoir des conséquences sur le comportement du hamster. Ce dernier pourra vivre dans un espace retreint, mais certains problèmes pourraient survenir si l'espace utilisé est trop petit pour deux hamsters. En effet, ils sont territoriaux par nature. Aussi, ils pourraient s'attaquer entre eux. Une cage trop petite exacerbera ce trait de caractère chez le hamster jusqu'à le rendre agressif et mordeur[réf. souhaitée].

## Robes
La couleur et les motifs de la fourrure des hamsters varient selon les espèces. Plusieurs espèces possèdent une raie (exemple : les hamsters russes ont une ligne très visible dans la plupart des cas) sur le dos mais peuvent être différenciées d'après la taille de l'animal, la forme de la tête et du corps ainsi que d'après les autres motifs et couleurs apparaissant sur le reste du corps.

Hamster de Campbell
Hamster de Chine
Hamster de Roborovski
Hamster russe
Hamster doré

### Les couleurs
Il existe plusieurs couleurs pour chacun des types de hamsters d'élevage. Quand on parle d'agoutis, on dit qu'il y a plus d'une couleur sur le corps (par exemple, Écaille de Tortue). Par contre, un coloris uni signifie qu'il n'y a qu'une seule et même couleur (par exemple, Noir). Certaines robes sont particulièrement appréciées, comme la Panda dont le corps est noir-gris avec une bande blanche au tiers du tronc.

### Les couleurs des hamsters dorés
Les hamsters doivent leur nom à la couleur fauve qu'ils ont à l'état sauvage, les hamsters dorés se déclinent grâce à l'élevage sélectif en de multiples teintes et types de poil.
La couleur de la robe peut-être de deux sortes: unie ou agouti.
Un hamster uni a un poil de couleur uni et sans marquage. Les hamsters unis peuvent être crème, blancs, ivoire, noirs, sable, vison, chocolat ou gris.
Un hamster agouti peut posséder une robe de différentes couleurs. Les animaux portent deux bandes contrastées sur les côtés de la face et de la tête. Le poil d'un hamster agouti présente souvent deux tonalités. Par exemple, un animal cannelle a une robe d'une riche couleur orangée, mais la racine des poils est grise. Les variétés agouti peuvent être de couleurs dorée, cannelle, gris foncé, gris argent, fauve et miel.
Comme les hamsters unis, les hamsters agouti peuvent donner naissance à des petits aux robes originales.

### Les types de poils
À l'état sauvage le poil est court.

Il existe des hamsters à poils longs. La longueur du poil dépend du sexe du hamster. Si c'est un mâle, le poil sera très long. Si c'est une femelle, il le sera un peu moins. Au niveau de la tête, le poil est plus court.

Il y a aussi le rex, dont les poils et les moustaches sont frisés. Ensuite vient le satin. Leur poil est fin et a un aspect brillant. Il ne faut jamais accoupler deux hamsters satin ensemble sous risque de se retrouver avec des petits aux poils si fins qu'ils paraissent nus. Pour finir, le hamster nu, qui n'a aucun poil.

## Les hamsters dans la culture populaire

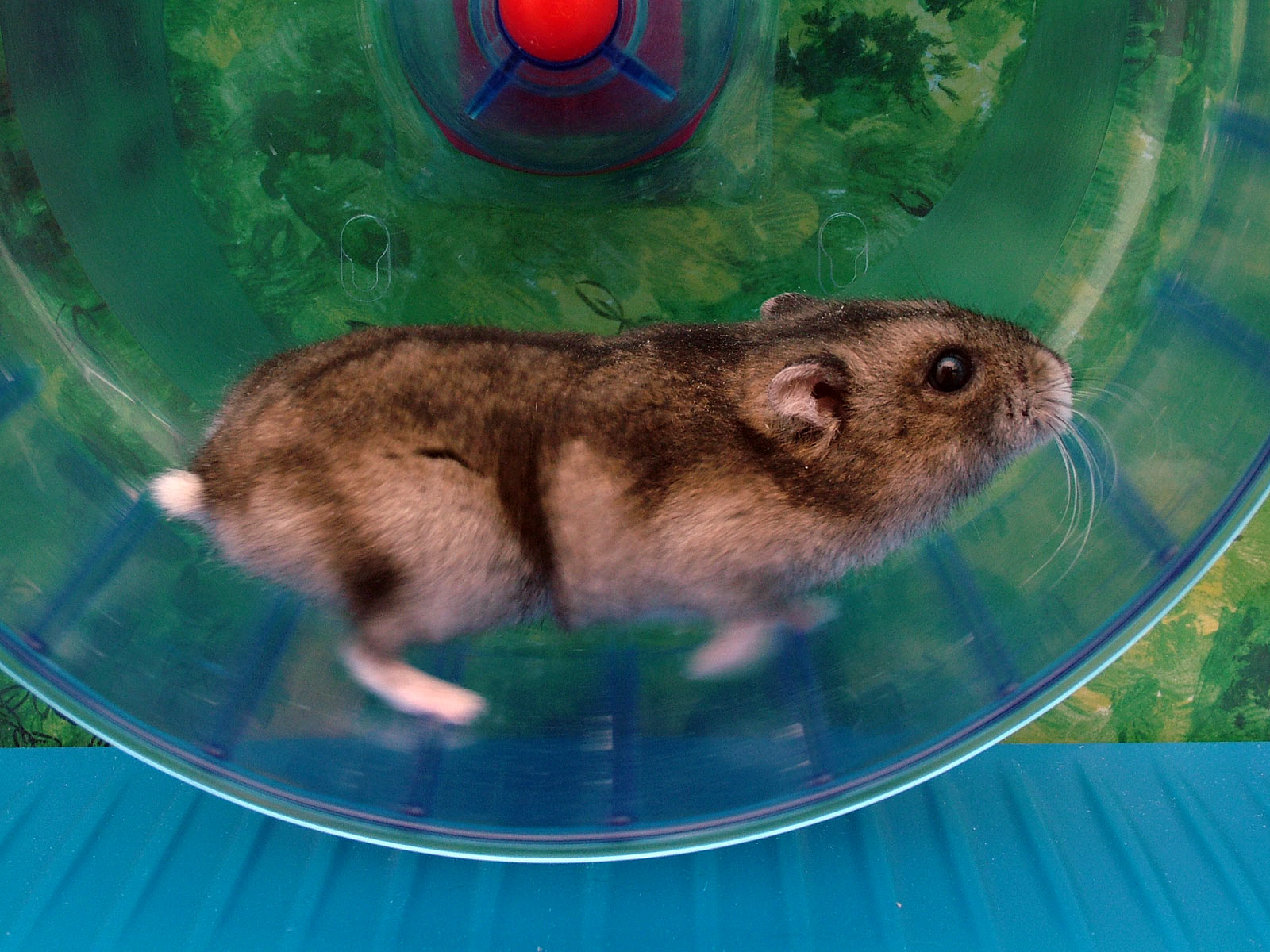
Hamster russe courant dans une roue beaucoup trop petite.

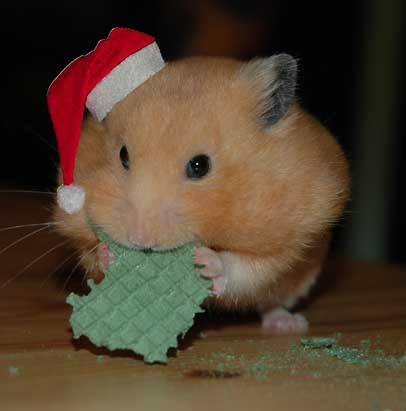
Hamster déguisé en Père Noël.

Dans les pays occidentaux et au Japon, le hamster est l'un des animaux de compagnie bien connus des enfants et des adolescents. L'image du hamster courant dans sa roue, comme celle des abajoues remplies de graines, y est familière. Ces animaux sont souvent les héros involontaires de nombreux jeux et gags sur Internet.

### Littérature
- Des hamsters et des hommes est une nouvelle de Joan Aractingi parue en 2008.
- Confiture de hamster est un roman de Pascal Dinot paru en 2008.
- L'improbable destin d'Arnak est un roman de Frédéric Toulza paru en 2011 mettant en vedette une espèce particulièrement intelligente de hamster.

### Bande dessinée
- Hamster Jovial et ses louveteaux est une bande dessinée française créée par Gotlib, parue en 1977 dans le magazine de musique Rock et Folk. Hamster Jovial est ici le totem d'un chef scout.
- Serge, le hamster de l’enfer, par Philippe Cardona. Série pour le magazine Manga Kids. Premier tome juillet 2006.
- Hamtaro (とっとこ ハム太郎(Tottoko Hamutarō), manga de Ritsuko Kawai mettant en scène un groupe de hamsters appelé les Ham-Hams. Premier tome sorti en 1997, 3e et dernier tome en 2000.

### Films et séries télévisées
Films :
- The Hamster Cage, un film. Scénario de Larry Kent, 2005 ;
- Hamster PSA, un film. Scénario de James Gunn, 1997 ;
- Opération G-Force un film Scénario de  Ted Elliott, Terry Rossio, Tim Firth, Marianne Wibberley, Cormac Wibberley, Hoyt Yeatman réalisateur Hoyt Yeatman.

Épisodes de séries :
- Hamster et karaté et Hamster et confusion, deux épisodes de Bravo Gudule, une série télévisée d'animation en 3D française ;
- Le petit hamster est mort (Is There a Hamster in the House?). Cosby Show, Saison 5, épisode 11 ;
- Le hamster maltais (The Maltese Hamster), Tortues Ninja : Les Chevaliers d'écaille, série télévisée d'animation. saison 3, épisode 4 ;
- Walter le hamster (School Pet), de la série télévisée Dora l'exploratrice. Saison 2, épisode 25 ;
- Hamster Houseguest, épisode 19 de la série Bonkers ;
- Kidney Boy and Hamster Girl: A Love Story, série d'animation King of the Hill, saison 5, épisode 20 ;
- Le Dalaï Hamster est un épisode de la sitcom québécoise Il était une fois dans le trouble. Saison 2, épisode 5 ;
- Once upon a hamster' ;
- Hamtaro (dessin animé) ;
- Dedenne dans la série Pokémon.

### Jeux
Jeux vidéo :
- Ninja Hamster et Rock Star Ate My Hamster, jeux pour Amstrad CPC.
- Hamster Club 4, Hamster Gurakubu 3, Hamster Monogatari 2, 3 et collection, Hamster Paradise Advance et Pure Heart, Hamtaro - Ham-Ham Heartbreak sur Game Boy Advance.
- Hamster Monogatari 64  sur Nintendo 64.
- Hamster Ball, jeu téléchargeable, 2004.
- Hammond, alias Wrecking Ball, héros d'Overwatch.

Jeux de société :
- Hamster Rolle, 2000, Zoch.

Jeux virtuels :
- Hamster Academy, jeu d'élevage virtuel de hamsters.
- Cromimi, jeu virtuel d'élevage de souris et hamsters.
- Hamsterstory : jeu virtuel d'élevage de rongeur (hamsters, rats, souris ...)

Jouets :
- Zhu Zhu Pets

### Musique
- Fluffy le Hamster est un morceau de l'album Le Délire du Savant Fou (24 mai 2005) de eXterio.
- Hamster's Theatre, artistes de rock progressif des années 2000.
- Hampton The Hampster a créé les disques chantés avec une voix accélérée, suraigüe : Hampsterdance : The Album, The Hampsterdance Song,  Deedeldoo, Hampsterdance Christmas,  The Hampster Dance Party, The Hampster Dance Song. De nombreuses vidéos se retrouvent sur internet[32].

### Marques commerciales
- Hamster est un logiciel libre développé par Juergen Haible et Thomas G. Liesner.
- Hamster Productions est une société de production de télévision française.
- Maisons Hamster est un constructeur de maisons individuelles breton.

### Emploi figuré
Pendant les guerres et en périodes de restriction on donnait dans les pays germaniques le surnom de hamsters aux thésauriseurs d’aliments. On lit dans L’Alsace pendant la guerre de Charles Spindler à la date du 6 janvier 1918 : « ... Il n'existe aujourd'hui que deux espèces d'animaux ; les hamsters et les ânes. Dans cette dernière catégorie se rangent tous ceux qui ne sont pas des hamsters », me disait ce matin mon ami S., venu à Boersch pour essayer de se procurer sous main quelques vivres. « Dire qu'on en est réduit à mendier de ci de-là, et en payant des prix féroces, de quoi ne pas mourir de faim! »